# Darkovac
Darkovac (njemački:Darkowatz) je naselje u Republici Hrvatskoj u Požeško-slavonskoj županiji, u sastavu općine Čaglin.

## Povijest
Do Drugoga svjetskoga rata Darkovac je bio naseljen Nijemcima koji su iseljeni a u njihove kuće doseljeni Srbi. Prema popisu stanovništva iz 1910. godine Darkovac je imao 228 stanovnika od čega 209 Nijemaca.

## Zemljopis
Darkovac je smješten 5 km istočno od Čaglina i 1 km zapadno od Sapne.

## Stanovništvo
Prema popisu stanovništva iz 2011. godine Darkovac je imao 16 stanovnika.
| broj stanovnika |       |       |       |       | 69    | 228   | 291   | 272   | 59    | 62    | 65    | 38    | 20    | 12    | 14    | 16    | 13    |
|                 | 1857. | 1869. | 1880. | 1890. | 1900. | 1910. | 1921. | 1931. | 1948. | 1953. | 1961. | 1971. | 1981. | 1991. | 2001. | 2011. | 2021. |

## Poznati ljudi
Luka Barišić.
Poznati šahist.